# Dirk II (graaf)

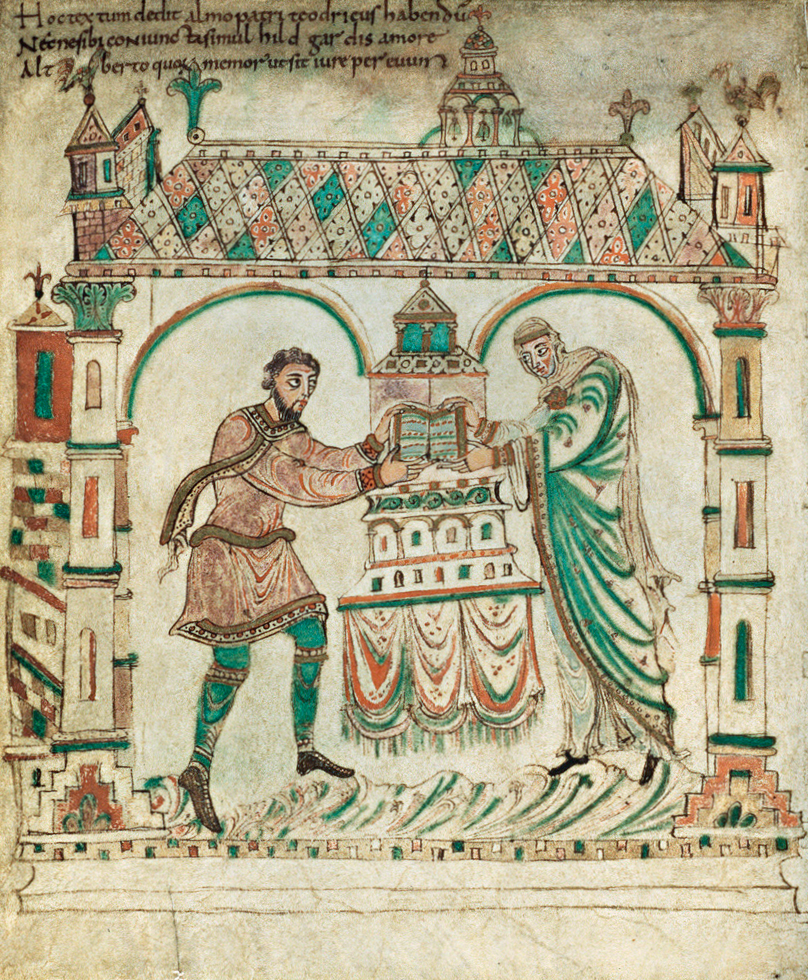
Dirk II en zijn echtgenote bieden het Evangeliarum aan

Dirk II (of Diederik II) (ca. 932 - Egmond, 6 mei 988) was een Friese graaf (comes Fresonum), uit de 10e eeuw die tussen 965 en 988 het feitelijke bewind voerde over het graafschap West-Frisia, dat het gehele kustgebied besloeg tussen de Oosterschelde en het Vlie en bestond uit de gouwen: Masaland, Kinhem en Texla. Het formele leenschap berustte bij de Utrechtse bisschop.
In het verleden is wel aangenomen dat Dirk II de zoon was van Dirk I. Tegenwoordig gaat men ervan uit dat hij de zoon was van een zoon van Dirk I, die ook wel wordt aangeduid als Dirk I bis, en Gerberga (Geva) van Hamaland.

## Familie
Nadat graaf Dirk in 939 gesneuveld was werd zoon Dirk II opgevoed onder de bescherming van zijn aanstaande schoonouders, vermoedelijk in de gemeenschap van de Sint-Pietersabdij te Gent. Dirk maakte er de hervorming van de abdij mee in 941. 
In 938 verloofde de toen nog zeer jonge Dirk II zich met Hildegard van Vlaanderen, dochter van graaf Arnulf I van Vlaanderen en Aleidis van Vermandois. Op twaalfjarige leeftijd werd hij meerderjarig geacht. Het huwelijk volgde circa 950. Hildegard was toen twaalf jaar en Dirk ongeveer twintig. Uit de Rijmkroniek van Holland van Melis Stoke: Dese Dideric goed ende wert had een wijf, heet Hildegaert ('deze goede en brave Diederik had een vrouw die Hildegard heette').
Uit het huwelijk werden in ieder geval drie kinderen geboren:
- zoon Aarnout (Gent 951 - 993), ook wel Arnulf Gandensis genoemd, die zijn opvolger werd
- zoon Egbert van Trier (952 - 994), aartsbisschop van Trier
- dochter Erlindis (953 - 1012)
- mogelijk een onbekende dochter die trouwde met graaf Everhard van Doornik.

Na het overlijden van zijn schoonvader Arnulf op 27 maart 965 trad Dirk II enige tijd op als voogd voor de minderjarige opvolger Arnulf II van Vlaanderen.

## Geschiedenis

### Evangeliarium
Op 15 juni 950 schonk Dirk II aan Egmond ter ere van de bijzetting van Sint-Adelbert een stenen kloosterkerk. Deze verving het houten klooster dat Dirk I voor nonnen had gebouwd. De bouw werd in de jaren zestig begonnen en in 975 voltooid. Dirk liet de eerste monniken komen uit de hervormde Sint-Pietersabdij te Gent. Waarschijnlijk ter gelegenheid van de wijding van deze kerk schonk hij het Evangeliarium van Egmond, thans een van Nederlands belangrijkste cultuurhistorische voorwerpen uit de vroege middeleeuwen. Het negende-eeuwse handschrift werd circa 975 door hem verworven en bevat de tekst van de vier evangeliën. Dirk en Hildegard zijn afgebeeld op twee miniaturen, die Dirk voor de gelegenheid aan het boek liet toevoegen. Volgens sommige schrijvers zijn de miniaturen van de hand van hun zoon Egbert. De tekst bij een van de miniaturen luidt in vertaling: "Dit boek werd geschonken door Dirk en zijn geliefde vrouw Hildegard aan de genadige vader Adalbert, opdat hij hen rechtvaardig zal gedenken in alle eeuwigheid." Thans bevindt het evangeliarium zich in de collectie van de Koninklijke Bibliotheek in Den Haag.

### Bestuur
Dirk II bestuurde de grafelijke burcht en het graafschap van Gent vanaf 965, toen zijn zwager Wichman IV deze functies opgaf. In 972 verwierf Dirk de landerijen rondom Rijnsburg, bij Leiden, wat ten koste ging van de Utrechtse bisschop. Onder de bevolking ontstond verzet tegen deze heerschappij. Dit leidde tot het neerslaan van een opstand door Dirk II van de Friezen. Op de plaats van de overwinning werd drie jaar later een kapel opgericht.
In 981 moest Dirk zijn zoon Arnulf met twaalf pantserruiters sturen om de Duitse keizer Otto II op diens tocht naar Italië te begeleiden. Zijn jongere zoon Egbert ontving zijn opleiding bij aartsbisschop Bruno van Keulen, de broer van keizer Otto I. Hij werd in 976 kanselier en een jaar later rond zijn vijfentwintigste was Egbert aartsbisschop van Trier.
Na het overlijden van Otto II op 7 december 983 ontstond een troonstrijd. Toen Egbert en zijn vader ten slotte Otto III erkenden, werd Dirk II beloond. Op 25 augustus 985 kreeg Dirk zijn lenen in Masaland (tussen Lier en IJssel), Kennemerland en op Texel van koning Otto III in vrije eigendom. Twee maanden daarvoor, op 26 juni, had graaf Ansfried al niet nader genoemde gebieden - que vocantur Inferior Maselant - in Maasland van de koning verkregen.
Dirk II overleed op 6 mei 988, ongeveer achtenvijftig jaar oud. Dirk II, Hildegard, Aarnout en Erlindis werden in de Abdij van Egmond begraven.

## Trivia
De plaatsnaam Hillegersberg is vernoemd naar Hildegard van Vlaanderen. Dirk II was eigenaar van het aldaar bestaande Bergan, wat versterkte plaats of gehucht betekent.

## Voetnoten
1. ↑  De Boer, D.E.H. & Cordfunke, E.H.P. (2010), Graven van Holland, Walburg Pers, Zutphen, p. 21
2. ↑  Jan Veldernaer (15e eeuw), "Chronyck van Hollandt, Zeelandt ende Westfrieslandt", ed. Boxhorn